# Девід Сперґел
Девід Сперґел (англ. David Nathaniel Spergel, нар. 25 березня 1961, Рочестер, штат Нью-Йорк, США) — американський фізик. Фахівець з астрофізики.

## Біографія
У 1982 здобув ступінь бакалавра у Принстонському університеті, в 1985 році захистив дисертацію на ступінь доктора філософії у Гарвардському університетіЗ 1987 року працює в Принстонському університеті. Провідний теоретик у проекті космічного апарата WMAP, призначеного для вивчення реліктового випромінювання, що утворилося внаслідок Великого вибуху.
З 2021 року є президентом Фонду Саймонса, однієї з найбільших американських приватних організацій, що фінансує наукові проєкти в області фундаментальних наук. Також він є головою Science Definition Team Космічного телескопу Ненсі Грейс Роман, і є членом ради опікунів Carnegie Institution for Science (since 2022).
У 2022 році очолив незалежну дослідницьку групу NASA з вивчення неопізнаних повітряних явищ.. Він є лауреатом численних престижних нагород, зокрема премії за прорив в фундаментальній фізиці, Премії Денні Гайнемана з астрофізики, і є членом Національної академії наук США та Американської академії мистецтв і наук.
Також займається теорією темної матерії і бере участь в розробці апаратури для пошуку екзопланет.

## Підтримка України
Девід вже двічі під час повномасштабного вторгнення Росії в Україну відвідував Україну та висловлював підтримку Україні та українським вченим. Фонд Саймонс очолюваний Девідом фінансує дослідження значної кількості українських вчених.

## Нагороди та визнання
- 1988: Президентська премія молодим дослідникам
- 1994: Bart J. Bok Prize
- 1994: Премія Гелени Ворнер[11]
- 2001: Стипендія Мак-Артура[12]
- 2007: член Національної академії наук США
- 2010: Премія Шао[13]
- 2012: член Американської академії мистецтв і наук
- 2015: Премія Денні Гайнемана з астрофізики
- 2015: Премія Грубера з космології
- 2018: Премія з фундаментальної фізики[14]
- 2020: член Американського астрономічного товариства.[15]

## Доробок
- David Spergel u. a.: First-Year Wilkinson Microwave Anisotropy Probe (WMAP) Observations: Determination of Cosmological Parameters. In: The Astrophysical Journal Supplement Series. Band 148, 2003, S. 175–194, Bibcode: 2003ApJS..148..175S
- David Spergel u. a.: Three-Year Wilkinson Microwave Anisotropy Probe (WMAP) Observations: Implications for Cosmology. In: The Astrophysical Journal Supplement Series. Band 170, 2007, S. 377–408,  Bibcode: 2007ApJS..170..377S
- David Spergel u. a.: Seven-Year Wilkinson Microwave Anisotropy Probe (WMAP) Observations: Cosmological Interpretations. In: The Astrophysical Journal Supplement Series. Band 192, 2011, S. 18,   Bibcode: 2011ApJS..192...18K
- David Spergel u. a.: Nine-Year Wilkinson Microwave Anisotropy Probe (WMAP) Observations: Cosmological Parameter Results. In: The Astrophysical Journal Supplement Series. 2012, arXiv:1212.5226